# Douglas MacArthur
Douglas MacArthur (Little Rock, 26 de gener de 1880 - Washington DC, 5 d'abril de 1964) fou General de l'Exèrcit dels Estats Units, GCB, també amb rang de Mariscal de Camp de l'exèrcit filipí. Va ser Cap de l'Estat Major de l'Exèrcit durant la dècada dels 30 i posteriorment portà a terme un paper principal al Teatre del Pacífic durant la Segona Guerra Mundial, rebent la Medalla d'Honor pel seu servei a les Filipines i a la Península de Bataan. Va ser designat comandant de l'Operació Caiguda, la proposta d'invasió del Japó al novembre de 1945; però quan ja no va ser necessari, acceptà la rendició de la nació el 2 de setembre de 1945.
MacArthur supervisà l'Ocupació del Japó entre 1945 i 1951. Si bé va ser criticat per protegir l'Emperador Hirohito i la família imperial, se li atribueix el mèrit d'implementar els grans canvis democràtics al país. Encapçalà les Forces de les Nacions Unides que defensaven Corea del Sud contra la invasió de Corea del Nord entre 1950 i 1951. L'11 d'abril de 1951 va ser retirat del càrrec per les seves desavinences públiques amb el President Harry S. Truman sobre la Guerra de Corea.
Se li atribueix la dita militar, "A la guerra, no hi ha substitut per la victòria", però també advertí que "El soldat, per damunt de tota la resta de la gent, prega per la pau, car ell ha de patir i témer les profundes ferides i cicatrius de la guerra.". Participà en 3 grans guerres (Primera i Segona Guerres Mundials i la Guerra de Corea i va ser un dels 5 únics homes que han arribat al rang de General de l'Exèrcit.
MacArthur és una de les figures més controvertides de la història militar estatunidenca. Profundament admirat per molts, que defensen la seva brillantor estratègica i tàctica, és també criticat per molts que l'acusen d'un discutible criteri militar.
És el militar més condecorat de la història dels Estats Units, i es tracta de l'únic cas en què pare i fill han aconseguit la Medalla d'Honor (el seu pare, Arthur MacArthur, Jr., la guanyà a la Guerra Civil).

## Biografia
Douglas MacArthur, el menor de 3 germans, va néixer a Little Rock (Arkansas), el 1880, mentre que el seu pare estava allà destinat. Els seus pares eren el Tinent General Arthur MacArthur, Jr. (llavors capità), guanyador de la Medalla d'Honor i de Mary Pinkney Hardy MacArthur (anomenada "Pinky"). Douglas MacArthur era el net del jurista i polític d'origen escocès Arthur MacArthur, Sr. Va ser batejat a l'Església Episcopal de Little Rock el 16 de maig de 1880. A les seves memòries MacArthur recorda que "va aprendre a cavalcar i a disparar abans de llegir o escriure, de fet, gairebé abans de caminar i parlar".
El pare de MacArthur va ser destinat a San Antonio (Texas) el 1893. Allà, el jove Douglas assistí a l'Acadèmia Militar de Texas Oest, on es destacà com un alumne excel·lent. Com a fill d'un receptor de la Medalla d'Honor tenia plaça gratuïta a l'Acadèmia Militar dels Estats Units, on ingressà el 1898. Hi anà acompanyat de la seva mare, que ocupava una habitació amb vistes a l'Acadèmia (i la llegenda diu que la seva mare tenia un telescopi per poder veure si el seu fill estava estudiant). Brillant cadet, es graduà primer de la seva promoció (93 membres) el 1903, amb unes notes només superades per dos estudiants en la història de l'Acadèmia (un d'ells era Robert E. Lee); i per les seves notes acadèmiques, així com pels seus resultats esportius i en entrenament militar va rebre el títol de "Primer Capità del Cos de Cadets". Després de graduar-se serví com a tinent de 2a al Cos d'Enginyers.
Després d'abandonar West Point, MacArthur serví a les Filipines, servint com a ajudant del seu pare (llavors Governador General), i visità el Japó durant la Guerra Russo-Japonesa. El 1906 era ajudant del President Theodore Roosevelt. Després d'abandonar la Casa Blanca el 1907, assistí a l'Escola d'Enginyeria Aplicada, graduant-se el 1908 i va realitzar diverses tasques d'enginyeria a Wisconsin, Kansas, Michigan, Texas, Panamà i Washington DC, fins a ser destinat a l'Estat Major General (1913-1917).

### Expedició a Vera Cruz
MacArthur es distingí en diversos actes de valentia personal a l'Expedició de Veracruz de 1914, incloent la persecució d'un ferrocarril fins a les línies americanes. Per aquesta acció va ser recomanat per a la Medalla d'Honor, però va ser desestimat perquè les seves accions havien sobrepassat clarament les ordres rebudes del general Frederick Funston.
Tot això va ser mentre que servia a l'Estat Major General de l'Exèrcit. MacArthur posteriorment va estar d'enllaç entre el Departament de Guerra i l'Oficina de la Guàrdia Nacional. A inicis de 1917, poc abans de l'entrada dels Estats Units a la Primera Guerra Mundial, MacArthur va ser promogut dos rangs a l'escalafó, passant de Major a Coronel. Després de la promoció va ser transferit del Cos d'Enginyers a la Infanteria.

### Primera Guerra Mundial

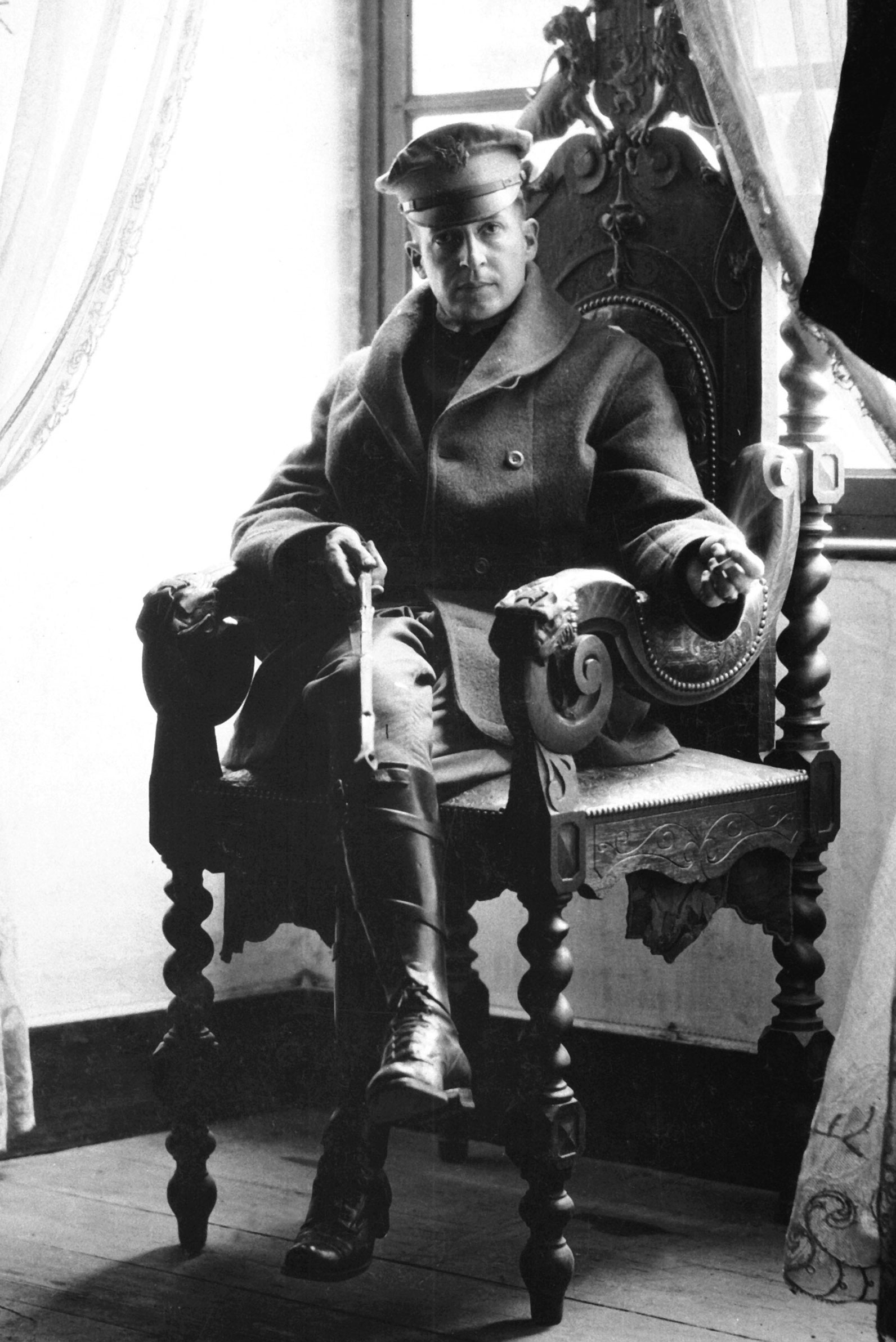
El Brigadier General MacArthur a un Chateau francès, setembre de 1918.

Durant la I Guerra Mundial MacArthur serví a França com a Cap d'Estat Major de la 42a Divisió d'Infanteria ("Rainbow"). Amb la seva promoció a Brigadier General esdevingué comandant de la 84a Brigada d'Infanteria. Unes poques setmanes abans del final de la guerra ascendí en comandant de divisió. Durant la guerra combatria a Saint-Mihiel i a l'ofensiva de Meuse-Argonne. Durant la guerra, MacArthur rebé dues Creus del Servei Distingit, 7 Estrelles de Plata, una Medalla al Servei Distingit i dos Cors Porpra.
Douglas MacArthur adoptà la política de "liderar... des del front". Conseqüent amb la seva política, i a causa del fet que no es posava la màscara de gas fins que tots els seus homes la portessin, li va fer tenir problemes respiratoris fins al final de la seva vida, a part de suposar-li diverses ferides de guerra; però tenia la confiança i el suport incondicional dels seus homes. Va ser l'oficial americà més condecorat de la guerra, i el General Charles T. Menoher va dir que era el millor lluitador del front.

### Després de la I Guerra Mundial
El 1919, MacArthur esdevingué superintendent de l'Acadèmia Militar de West Point, que havia quedat desfasada en molts aspectes i necessitava grans reformes. MacArthur ordenà canvis dràstics en els sistemes tàctics, atlètics i disciplinaris; modernitzà els currículums, afegint cursos d'arts lliberals, govern i economia. També va fer el primer gran pas per formalitzar l'encara no-escrit Codi d'Honor dels Cadets quan, el 1922, formà el Comitè d'Honor dels Cadets per repassar totes les al·legacions d'honor.
A l'octubre de 1922, abandonà West Point per les Filipines. Entre 1922 i 1930 complí dos torns de servei allà, el segon com a comandant del Departament de les Filipines (1928-1930); també serví dos torns com a comandant de cos d'exèrcit als Estats Units. El 1925 va ser promogut a Major General, el més jove en aquells temps, i serví al consell de guerra que jutjà i condemnà al Brigadier General Billy Mitchell. Posteriorment encapçalà el Comitè Olímpic Estatunidenc als Jocs Olímpics d'Estiu 1928, celebrats a la ciutat d'Amsterdam.

#### ElBonus Army
Una de les accions més controvertides de MacArthur va ser el 1932, quan el President Hoover li ordenà dispersar el "Bonus Army" de veterans de la I Guerra Mundial, sense feina i amb problemes econòmics, que s'havien reunit a la capital per protestar contra la política del govern. MacArthur va ser criticat per fer servir una força excessiva amb els manifestants (ordenà que les tropes dispersessin la multitud amb la baioneta calada i fent servir gasos lacrimògens i afirmà que només un de cada 10 era un veterà, mentre que allà només hi havia comunistes i pacifistes (als anys 30, el Pacifisme no era una creença estranya entre el gran públic). Als disturbis subseqüents van morir dos veterans per arma de foc i centenars més van resultar ferits.

#### Cap de l'Estat Major
El novembre de 1930, el President el nomenà Cap de l'Estat Major de l'Exèrcit, amb rang temporal de general. En aquella funció s'hagué d'enfrontar a dures retallades pressupostàries, acompanyades per un excés d'allistaments a causa de l'atur generat per la Gran Depressió.
El President Franklin Delano Roosevelt el renovà al càrrec, i l'abandonà el 1935. A l'octubre de 1935, l'exèrcit americà era el 16è del món, amb 13.000 oficials i 126.000 soldats. Els principals punts del programa d'actuació de MacArthur van ser el desenvolupament de nous plans de mobilització, l'establiment d'un quarter general mòbil per a la Força Aèria, i una reorganització d'efectius a nivell administratiu en 4 exèrcits diferents, amb una millora d'eficàcia administrativa. Recolzà entusiasta el New Deal mitjançant la creació, el desviament de recursos i l'ús posterior del Cos de Conservació Civil, i impulsà i afavorí la carrera d'oficials de gran talent, com George Marshall i Dwight David Eisenhower. No obstant això, el seu suport a un exèrcit potent i la seva crítica al pacifisme i a l'aïllacionisme el van fer impopular entre l'administració de Roosevelt.

### Filipines
Quan les Filipines van aconseguir un estat de semiindependència el 1935, el President de les Filipines Manuel L. Quezon, un amic personal de l'època en què el seu pare va ser Governador General, li demanà que supervisés la creació de l'Exèrcit de les Filipines. MacArthur decidí no retirar-se de l'exèrcit estatunidenc, sinó que seguir a les llistes de servei actiu com a major general i, amb l'aprovació del President Roosevelt, acceptà el nomenament. MacArthur li presentà dues condicions per a acceptar el nomenament: el seu sou i la seva casa havien de ser equivalents als del President (s'ha de tenir en compte que la residència del President de les Filipines, el Palau de Malacanyan era on Douglas havia passat la seva infància, car era la residència del governador general en temps de la dominació espanyola i també durant l'època del domini americà). Es decidí allotjar a MacArthur i a la seva família a una suite de l'Hotel Manila, propietat del govern filipí. Estava ubicat a Manila Bay, a l'altre costat del parc des del Club de l'Exèrcit i l'Armada (el lloc favorit de MacArthur), i es trobava convenientment a prop de l'ambaixada estatunidenca. Els comptables del govern van decidir que la millor manera de fer front al cost de la suite era convertir a MacArthur en un empleat de l'hotel amb dret a residència, de manera que se li concedí el títol honorífic de "Director General". La seva suite encara existeix. Tot i que Manila va ser una de les ciutats més devastades pels bombardeigs japonesos durant la Segona Guerra Mundial, l'hotel va sobreviure intacte (amb les fotografies de reconeixement mostrant una ciutat totalment arrasada, excepte l'hotel). Sembla que els pilots havien rebut ordres de no bombardejar-lo com a mostra de respecte cap a MacArthur, i després de la conquesta de la ciutat, es convertí en la residència del governador militar japonès (posteriorment, MacArthur donaria la mateixa ordre als pilots nord-americans al reconquerir Filipines). MacArthur sentia un gran respecte cap a la tradició de l'"honor entre guerrers", un tret del seu caràcter que li facilità la comprensió amb els líders japonesos als anys propers.
Entre els ajudants de MacArthur com a Conseller Militar a la Mancomunitat de les Filipines hi havia el major Eisenhower (anys després, li van preguntar a Eisenhower si coneixia MacArthur. Si el conec? va respondre Vaig estudiar teatre amb ell durant 7 anys!. Pel seu costat, MacArthur diria que Eisenhower ha estat el millor oficinista que mai hagi tingut).
Durant la seva etapa filipina, invertí molt en la indústria i la mineria filipines. Abans que el Banc Nacional de les Filipines a Nova York tanqués després que els japonesos bombardegessin Pearl Harbor, aconseguí vendre totes les seves accions i canviar els seus pesos per dòlars.
Quan MacArthur es retirà de l'exèrcit estatunidenc el 1937, tornà al rang de general, i paral·lelament va ser nomenat Mariscal de Camp de l'Exèrcit de les Filipines pel President Quezon (als registres de l'exèrcit filipí MacArthur encara és l'oficial amb rang màxim, a part de ser l'únic militar americà amb rang de Mariscal de Camp).
El 26 de juliol de 1941, Roosevelt el tornà a reclamar-lo pel servei actiu a l'exèrcit estatunidenc i el nomenà comandant de les Forces Armades dels Estats Units a l'Extrem Orient (United States Armed Forces in the Far East), promovent-lo a Tinent General l'endemà. El 18 de desembre esdevingué de nou un general de 4 estrelles de nou, després que els japonesos ataquessin a través d'un ample front al Pacífic.
Després de l'esclat de la guerra amb el Japó, el President Quezon oferí a MacArthur (i aquest acceptà) la suma de $500.000 (una suma enorme en aquells moments) com a pagament pels seus serveis de preguerra.

### Segona Guerra Mundial

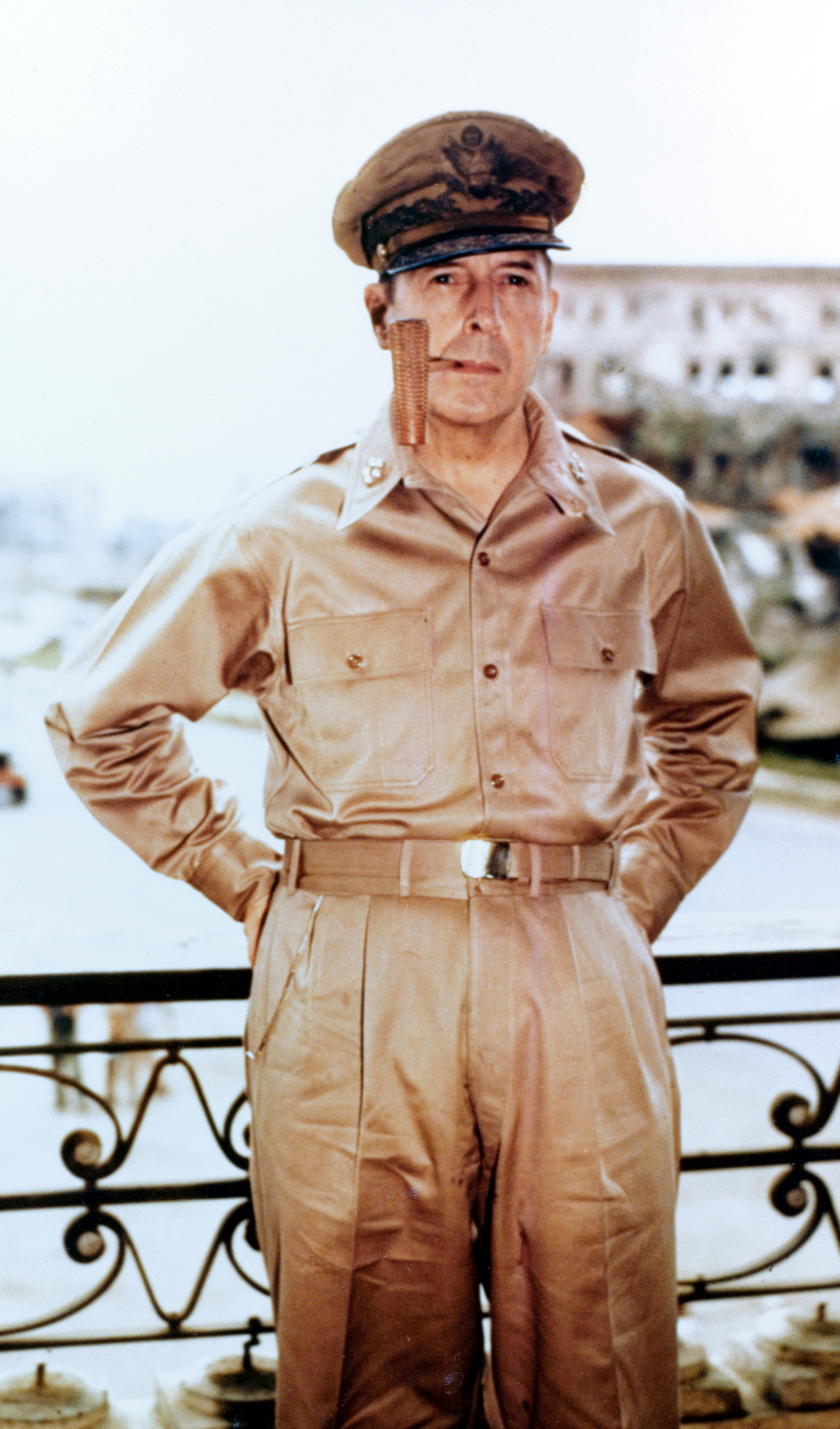
Douglas MacArthur al balcó de l'ajuntament de Manila.

El dia de l'atac a Pearl Harbor (8 de desembre de 1941 a Manila), MacArthur era el comandant aliat a les Filipines. Va estar unes 8 hores esperant un possible atac japonès a l'arxipèlag, així com ordres expresses del Cap de l'Estat Major de l'Exèrcit General Marshall per iniciar les operacions.
La confiança amb el seu comandant de l'aire de només dos mesos (l'anterior i el seu ajudant van ser transferits per excessos amb la beguda), General Lewis H. Brereton, no ha de deixar-se de costat. Tot i els clars indicis d'una agressió japonesa, Brerenton no havia modificat les seves defenses per a una guerra a peu, i com els comandants de l'aeroport Hickam a Pearl Harbor, fallà en dispersar adequadament els avions amb revestiments camuflats per limitar els danys d'atac aeris. Les dificultats de Brereton van ser magnificades pel fet que la Força Aèria de l'Extrem Orient (Far East Air Force - FEAF) era més una colla d'aparells de les forces aèries americanes i filipines obsolets, amb només 72 caces P-40 operatius per efectuar una defensa aèria efectiva, però que de cap manera podien fer front a una gran ofensiva japonesa. No obstant això, els caces van enlairar-se per rebre el primer atac japonès, però no van trobar l'enemic. Mentre que tornaven a la base per carregar combustible, diversos van ser agafats a terra i destruïts. Posteriorment, MacArthur defensaria públicament al seu comandant aeri, mentre que privadament opinava que era un incompetent i el va traslladar fora de les Filipines tan aviat com fos possible. Brereton (que posteriorment ordenaria el desastrós atac de B-24 a baixa alçada sobre les refineries i magatzems a Ploieşti afirmà que havia demanat permís per llançar 35 B-17 (tota la seva força de bombarders de llarg abast) per atacar la flota japonesa a Taiwan, pla que MacArthur considerà que hauria estat un suïcidi, i ordenà que els avions fossin traslladats immediatament per a allunyar-los dels atacs nipons, però durant el preludi de la invasió japonesa de les Filipines, només havien sigut traslladats la meitat, i quan els japonesos van atacar l'aeroport Clark van destruir 17 B-17 a terra. Malgrat l'opinió de Brereton que l'atac a Taiwan hauria salvat la força de B-17, sense una apropiada protecció aèria hagués estat una matança de bombarders, amb els possibles supervivents destruïts a terra pels subseqüents atacs japonesos. MacArthur i el seu Cap d'Estat Major, General Sutherland, posteriorment discutirien sobre la culpa de Brereton en l'atac japonès sobre les Filipines.
El pla original de pre-guerra per a la defensa de les Filipines assumia que els japonesos aconseguirien desembarcar a Luzon i les forces americanes i filipines haurien d'abandonar Manila i retirar-se amb els seus subministraments cap a la península de Bataan. Malgrat això, MacArthur seguia esperant reforços de Washington, decidit a alentir tant com fos possible l'avanç japonès en una defensa inicial contra els desembarcaments. No obstant això, els japonesos no podrien ser aturats, i les tropes aliades amb prou feines podrien escapar de la destrucció retirant-se cap a Bataan. Per un error burocràtic i per les presses en la retirada cap a Bataan, el menjar que havia de ser traslladat de Manila a Bataan va caure en mans japoneses. A inicis d'abril de 1943, les forces aliades a Bataan van haver de rendir-se als japonesos donada la seva superioritat en avions i material.
El quarter general de MacArthur durant la invasió japonesa de les Filipines estava a la fortalesa de l'illa de Corregidor. La seva fortalesa estava clarament marcada i era l'objectiu dels atacs aeris japonesos, fins que Manuel Quezon ordenà a MacArthur que no s'exposés al perill. Al març de 1942, a mesura que els japonesos avançaven per Filipines, el President Roosevelt ordenà a MacArthur que es traslladés a Melbourne (Austràlia), després que Quezon ja hagués estat evacuat. Després de discutir amb el seu estat major la proposta de dimitir del seu càrrec i seguir la lluita com un simple soldat ras en la resistència filipina, MacArthur abandonà les Filipines amb la seva dona, el seu fill de 4 anys i un grup selecte de consellers i subordinats al PT 41 (comandat pel Tinent John D. Bulkeley), aconseguint evadir-se tot i que els japonesos el buscaven intensament.
Després de la seva marxa, el comandament de la defensa de Bataan passà al Major General Jonathan M. Wainwright. MacArthur no volia deixar el control a Wainwright, i intentà dirigir la batalla a 3.000 milles de distància. Ordenà als seus homes que no es retiressin, però el General Edward P. King desobeí les seves ordres rendint-se al comprovar que la situació era desesperada. La rendició portà la Marxa de la mort de Bataan, en la que uns 5.000 filipins i 1.000 americans van morir.

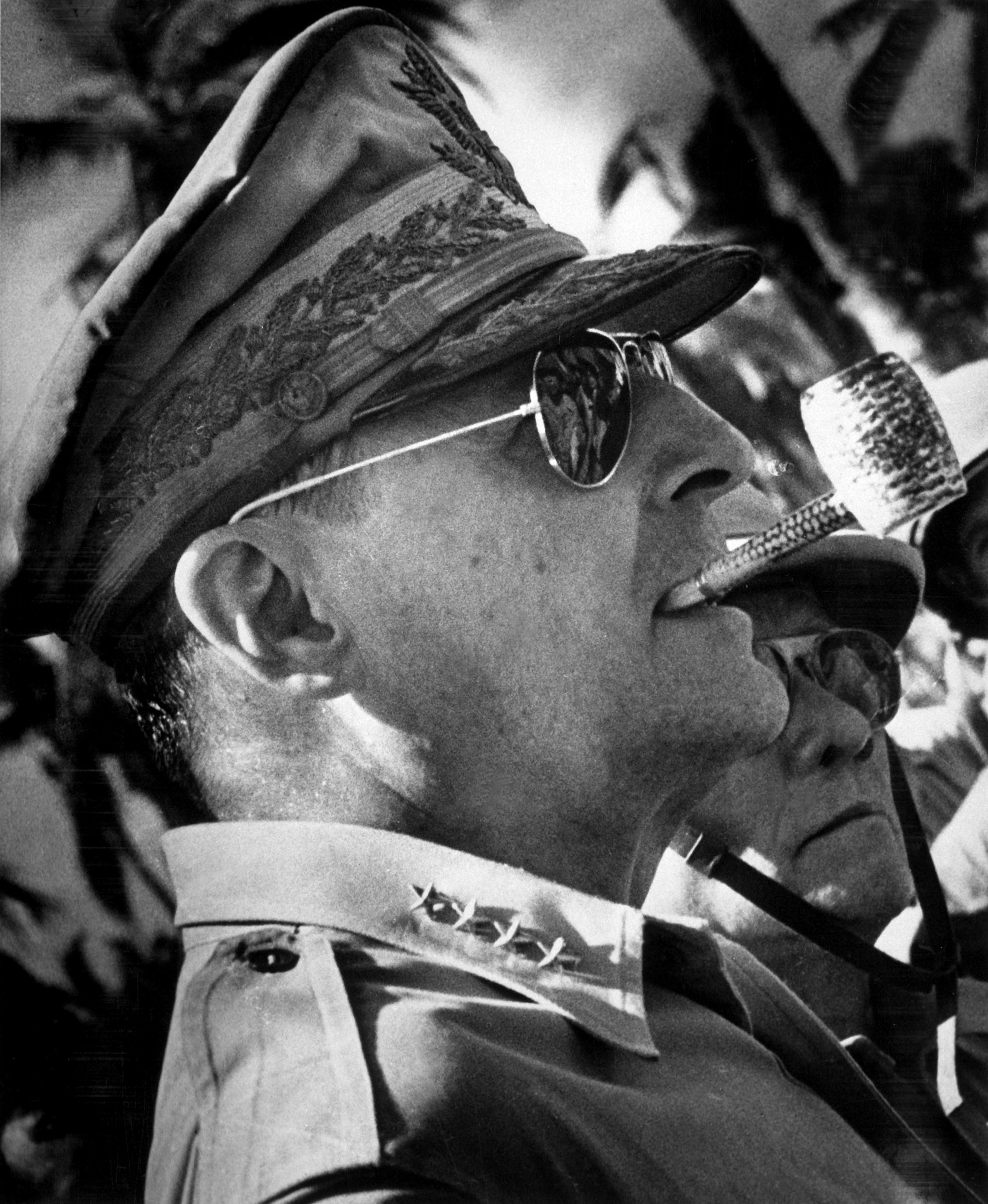
MacArthur lluint els atributs que el feien reconèixer immediatament: la seva pipa de panotxa de blat, les seves ulleres de sol i el brodat de la seva gorra, dissenyat per ell mateix, avui conservats a l'Acadèmia de la Llibertat Douglas MacArthur de Texas

MacArthur arribà a Mindanao el 13 de març i tres dies després s'embarcà en un bombarder que el portaria fins a l'aeròdrom de Baxelor al Territori del Nord australià, a uns 100 km de Darwin, abans de traslladar-se fins a Adelaida i, el 20 de març pronunciaria el seu famós discurs "En vaig sortir (de Bataan), i hi tornaré" ("I came through and I shall return"), que omplí titulars. Washington li demanà que rectifiqués la promesa, però MacArthur ho ignorà. També, en aquesta època, el President Quezon el condecorà amb l'Estrella al Servei Distingit.
Pel seu lideratge en la defensa de les Filipines, l'1 d'abril de 1942 rebé la Medalla d'Honor (una condecoració per a la que ja havia estat proposat en dues ocasions). A la seva citació es llegeix:
"Pel lideratge demostrat en la preparació de les Illes Filipines a resistir la conquesta, per la valentia i intrepidesa per damunt i més enllà de l'estricte compliment del deure en acció contra les forces d'invasió japoneses, i per la seva conducta heroica en les operacions defensives i ofensives a la Península de Bataan. Va mobilitzar, entrenar i comandar un exèrcit que ha rebut l'aclamació de tot el món per la seva valenta defensa contra una tremenda superioritat de les forces enemigues en homes i material. La seva despreocupació cap a la seva seguretat personal sota els durs bombardeigs i atacs aeris, el seu judici sensat en cada crisi, han inspirat les seves tropes, galvanitzat el seu esperit de resistència del poble filipí, i confirmat la fe del poble americà en les seves Forces Armades". Arthur i Douglas MacArthur van ser els primers pare i fill en rebre la Medalla d'Honor, i van ser els únics fins que al 2001, Theodore Roosevelt la va rebre a títol pòstum durant la Guerra Hispano-estatunidenca (el seu fill, Theodore Roosevelt, Jr., també la rebre a títol pòstum pel seu servei durant la II Guerra Mundial).
MacArthur va ser nomenat Comandant Suprem de les Forces Aliades al Teatre del Sud-est del Pacífic (Southwest Pacific Area - SWPA). El Primer Ministre australià John Curtin va posar les forces armades australianes directament sota les seves ordres, les quals eren molt més nombroses que les forces americanes de les que MacArthur disposava en aquells moments (tot i que els australians ja participaven en la Campanya del nord d'Àfrica, recolzant al Regne Unit en la seva lluita contra l'Eix). Les forces de MacArthur estaven complementades per un petit nombre de personal neerlandès. Una de les primeres tasques de MacArthur durant els primers moments va ser cimentar la confiança dels australians, que es temien una invasió japonesa, a causa del fet que en aquells moments la lluita tenia lloc predominantment a Nova Guinea i a les Índies Orientals Neerlandeses. El 20 de juliol de 1942, el quarter general del SWPA va ser traslladat a Brisbane. A l'agost, aconseguiria substituir Brereton, rebent al seu lloc l'agressiu General George C. Kenney. Kenney i MacArthur van tenir ben aviat una relació propera. La potència aèria aliada, en aquells moments tímida i inconclusa, va ser transformada per Kenney en una nova i temible arma ofensiva. Kenney desenvoluparia posteriorment tècniques de bombardeig a baixa alçada, que els seus aviadors farien servir amb profusió contra la planejada invasió naval de Nova Guinea el 1943, que costaria milers de baixes als japonesos, així com dotzenes de vaixells enfonsats.
Els èxits australians a la batalla de la badia de Milne i a la Campanya de la pista de Kokoda van arribar a les darreries de 1942, sent les primeres victòries de les tropes terrestres aliades contra els japonesos. Quan se li informà que el comportament de la 32a Divisió d'Infanteria (una unitat de la Guàrdia Nacional mobilitzada a correcuita) havia sigut incompetent a l'ofensiva aliada sobre Buna i Gona (la major cap de platja japonesa al nord-est de Nova Guinea), MacArthur ordenà al comandant del I Cos Estatunidenc, Robert L. Eichelberger, que assumís personalment el control directe de la divisió:
| « | Bob, et poso al capdavant a Buna. Relleva a Harding… vull que treguis a tots els oficials que no vulguin lluitar. Relleva als comandants regimentals i de batalló; si és necessari, posa sergents al càrrec de batallons i caporals al capdavant de companyies… Bob, vull que capturis Buna, o no tornis viu... i això també val per teu cap d'Estat Major | » |

El comandant de les forces terrestres aliades, General Thomas Blamey, no volia la 41a Divisió d'Infanteria, una altra divisió inexperta. Al seu lloc s'envià la 21a Brigada d'Infanteria Australiana, car ja sabia com lluitarien. No obstant això, un regiment de la 41a va anar més tard a Gona.
Al març de 1943, la Junta Combinada de Caps d'Estat aprovà el pla de MacArthur, l'Operació Roda de Carro, que preveia la captura de la principal base japonesa a Rabaul, mitjançant la captura de diversos punts estratègics per usar-los com a bases avançades. Durant 1944 això es modificà i Rabaul i diverses bases fortament defensades es van sobrepassar, deixant-les situades. Inicialment, la majoria de les forces terrestres de MacArthur eren australianes, però cada cop més s'incorporaven trobes americanes, incloent als Marines, al VI Exèrcit (Força Alamo), i posteriorment el VIII Exèrcit
L'avanç de les forces terrestres de MacArthur a través de 2.400 km de la costa nord de Nova Guinea va ser seqüenciat específicament per a un terreny triat en la base de la seva capacitat per rebre suport aeri tàctic. En avançar en onades sempre a l'abast dels seus caces bombarders (normalment els P-38 Lightnings) podia mantenir la superioritat aèria en les seves operacions terrestre. Això feia possible tenir un constant suport aeri, així com denegar l'aprovisionament naval o aerotransportat a l'enemic, aïllant les forces japoneses de forma efectiva quan rebien l'atac. L'estratègia de MacArthur de maniobra, amb suport aeri va fer que les tropes d'infanteria que participaven en les operacions sota el comandament de MacArthur tinguessin moltes menys baixes que no pas les que participaven en les operacions al Pacífic Central.

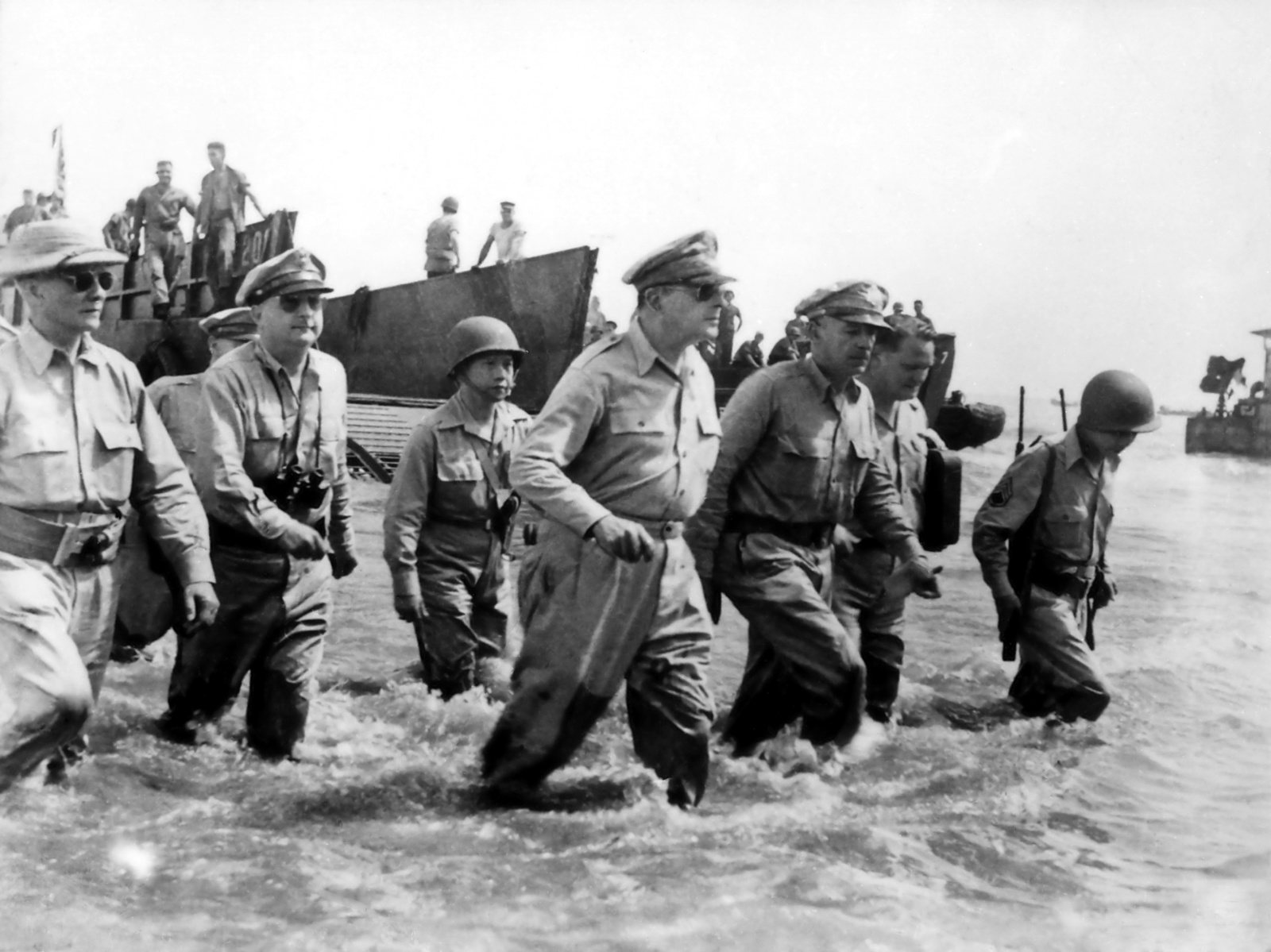
"He tornat" - El General MacArthur retorna a les Filipines.

Les forces aliades sota el comandament de MacArthur, coberts per l'aviació dels portaavions de Halsey, van desembarcar a l'illa de Leyte el 20 d'octubre de 1944, complint així el seu jurament de què tornaria a les Filipines. Els portaavions van estar donant-li suport fins que l'acabà la temporada de pluges. Només va ser llavors quan els seus enginyers van poder construir pistes d'aterratge a la costa. Va consolidar la seva posició a l'illa després de les batalles de Luzon i de Manila. Tot i el desesperat contraatac naval japonès a la batalla del Golf de Leyte, les forces japoneses ja eren incapaces d'aturar la invasió o de fer quelcom més que alentir la reconquesta de les illes. MacArthur va fer un ús total de les operacions amfíbies i combinades, mentre que usava paracaigudistes, infanteria motoritzada, i fins i tot forces indígenes de guerrilla per a les operacions especials i així multiplicar l'avantatge de la seva força. Amb la reconquesta de les illes, MacArthur instal·là el seu quarter general a Manila, on va anunciar el seu pla per a la invasió del Japó (Operació Caiguda), que hauria de començar l'1 de novembre de 1945. La invasió va abandonar-se perquè abans va arribar la capitulació del Japó.

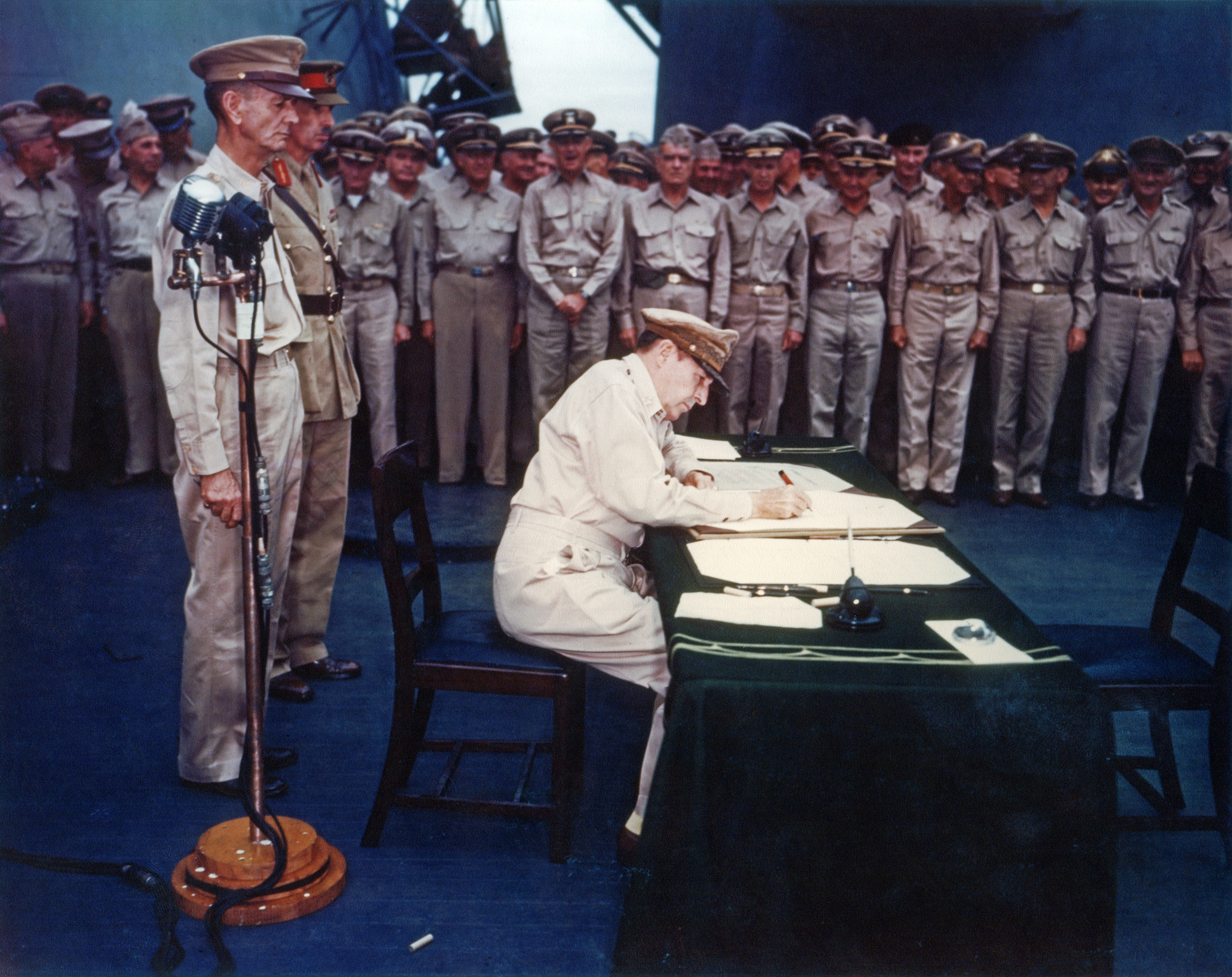
MacArthur signa l'instrument de rendició japonesa a bord del cuirassat U.S.S. Missouri. Darrere hi ha els generals Wainwright i Percival. 5 de setembre de 1945.

El 2 de setembre, MacArthur acceptà la rendició del Japó a bord del cuirassat U.S.S. Missouri, ancorat davant de Tòquio, acabant així la Segona Guerra Mundial. En un dels seus teatrals cops d'efecte, MacArthur va aparèixer vestit de caqui, sense cap condecoració, de costat amb els almiralls Nimitz i Hasley, i en presència dels generals Wainwright i Percival, ambdós recentment alliberats dels camps de presoners japonesos i assistents a l'acte a instàncies de MacArthur.
| « | No ens hem reunit aquí, com a representants de la majoria dels pobles de la terra, animats per un esperit de desconfiança, odi o malícia. Pel contrari, tots nosaltres, tant vencedors com vençuts, hem d'esforçar-nos per assolir aquella elevada dignitat que és l'única que pot beneficiar els sagrats fins que ens disposem a acomplir, comprometent-nos tots sense reserves a complir fidelment els compromisos que ens proposem assumir. És la meva més fervorosa esperança i certament l'esperança de tota la humanitat, que d'aquesta solemne ocasió neixi de la sang i les matances del passa un món millor, un món bastit sobre la fe i la comprensió; un món consagrat a la dignitat de l'home i el compliment dels seus més profunds anhels: la llibertat, la tolerància i la justícia. | » |

### El Japó de Postguerra
El 29 d'agost, MacArthur rebé ordes de Washington perquè exercís l'autoritat final sobre la maquinària governamental del Japó, incloent la figura de l'Emperador Shōwa. Són bastants els que creuen que MacArthur possiblement va fer la seva major contribució a la Història durant els cinc anys i mig següents, com a Comandant Suprem de les Potències Aliades (Supreme Commander of the Allied Powers - SCAP) al Japó. No obstant això, alguns historiadors critiquen els seus esforços per exonerar a l'Emperador Hirohito, així com als membres de la família imperial implicats a la guerra (incloent als Prínceps Chichibu, Asaka, Takeda, Higashikuni i Hiroyasu). Ja el 26 de novembre de 1945, MacArthur confirmà a l'Almirall Mitsumasa Yonai que l'abdicació de l'emperador no seria necessària. MacArthur exonerà a Hirohito i ignorà els consells de diversos membres de la família imperial japonesa i de diversos intel·lectuals japonesos que van demanar públicament l'abdicació de l'Emperador i la implantació d'una regència. Per exemple, el príncep Takahito Mikasa, germà petit de l'Emperador, arribà a afirmar a una reunió del consell privat que Hirohito hauria d'assumir la responsabilitat de la derrota; o el famós poeta Tatsuji Miyoshi va escriure un assaig a la revista Shinchô titulat "L'Emperador ha d'abdicar ben aviat".

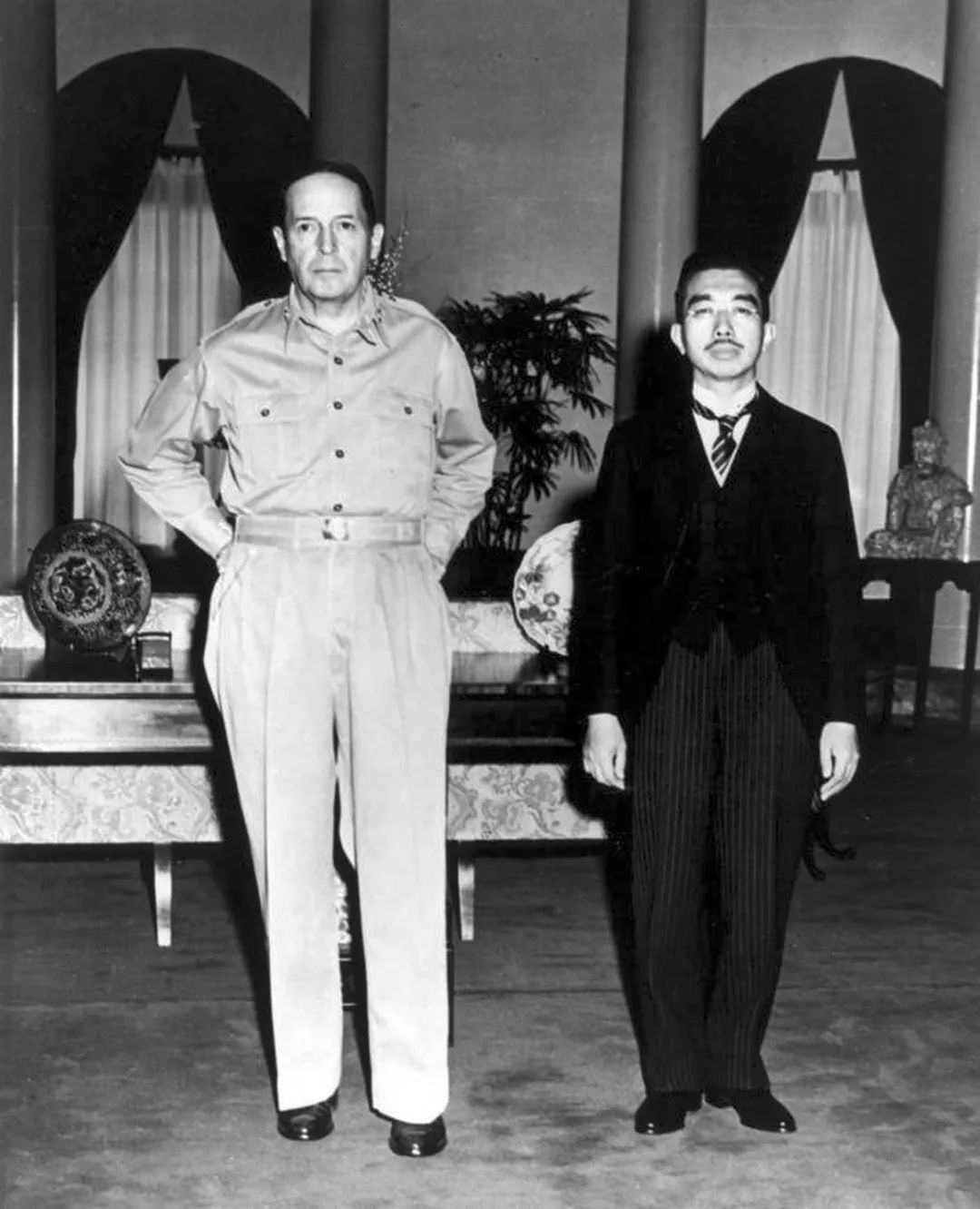
El General MacArthur i l'Emperador Hirohito, durant la seva primera trobada

D'acord amb l'historiador Herbert Bix, mesos abans que el Tribunal de Tokio comencés, els principals subordinats de MacArthur treballaven a fer recaure la màxima responsabilitat de Pearl Harbor a Hideki Tojo. Citant els debats entre Truman, Eisenhower i MacArthur, Bix argumenta que tan aviat com va desembarcar al Japó, Bonner Fellers començà a treballar en la protecció d'Hirohito del paper que havia desenvolupat durant i al final de la guerra" i permeté als principals sospitosos de crims de guerra que coordinessin les seves històries per tal d'allunyar a l'emperador que qualsevol sospita. El pla d'acció, anomenat Operació Llista Negra, consistia a separar a Hirohito dels militaristes, mantenint-lo com a element de legitimació de les forces d'ocupació aliades, i fent servir la seva imatge per a potenciar la transformació del poble japonès cap a un nou sistema polític. Segons afirma John Dower, aquesta campanya per a absoldre l'emperador de qualsevol responsabilitat de guerra no va conèixer límits: Hirohito no només va ser presentat com a innocent de qualsevol acció formal que el pogués fer susceptible de ser jutjat per crims de guerra, sinó que va ser convertit en una figura gairebé angelical que ni tan sols tenia cap mena de responsabilitat moral per la guerra.
Com a Comandant Suprem de les Potències Aliades, MacArthur també atorgà impunitat a Shiro Ishii, així com a tots els membres de les unitats de recerca bacterològica, a canvi de les bases de dades de les investigacions fetes amb humans.
MacArthur i el seu estat major van ajudar a reconstruir un Japó devastat per la guerra, instituint un govern democràtic i establint un pla de reconstrucció que convertí al Japó en una de les principals potències industrials del món. Els Estats Units van mantenir un control ferm del Japó, supervisant la seva reconstrucció, gràcies al fet que MacArthur va ser de fet el líder interí del Japó entre 1945 i 1948. El 1946, l'estat major de MacArthur esbossà una nova constitució, que renunciava explícitament a la guerra i que reduïa la figura de l'Emperador a una mera figura protocol·lària (aquesta constitució encara avui és vigent). A més, impulsà al Parlament Japonès en un pla de descentralització per dividir les grans companyies japoneses (zaibatsu) i van promoure la creació dels primers sindicats del país.
| « | El poble japonès, des de la guerra, ha portat a terme la major reforma de la història moderna. Amb una voluntat lloable, anhel per aprendre i una gran capacitat de comprensió, s'han alçat de les cendres de la guerra i han erigit un edifici al Japó dedicat a la supremacia de la llibertat individual i la dignitat de la persona, i en el procés han creat un govern realment representatiu decidit a avançar en la moral política, la llibertat d'empresa i la justícia social Discurs del General MacArthur al Congrés dels Estats Units, 19 d'abril de 1952 | » |

Aquests plans de reconstrucció van alarmar a mots als Departaments de Defensa i d'Estat dels Estats Units, en el convenciment de què entraven en conflicte amb la intenció de convertir al Japó (i la seva potència industrial) en un fre contra l'expansió del comunisme a l'Àsia. Diverses de les reformes de MacArthur, com les seves lleis laborals, van ser rescindides el 1948, quan el seu control unilateral del país va finalitzar degudes les creixents ingerències del Departament d'Estat. MacArthur tornà el poder al recentment format govern japonès el 1949, i seguí al país fins que va ser rellevat pel President Truman del càrrec de Cap Suprem al Japó pel General Matthew Ridgway. El 1952, Japó ja era una nació sobirana regida per la constitució que MacArthur havia redactat i defensat, efectiva des de 1947.
A finals de 1945, els tribunals militars aliats van jutjar a diverses ciutats d'Orient uns 4.000 oficials japonesos per crims de guerra. Uns 3.000 van ser condemnats a penes de presó i uns 920 van ser executats. Els càrrecs incloïen la massacre de Nanquín, la marxa de la mort de Bataan i la matança de Manila. El judici a Manila del General Tomoyuki Yamashita, comandant japonès a les Filipines des de 1944, va ser sota la direcció de MacArthur i va rebre grans crítiques. El General Yamashita va ser penjat per la massacre de Manila, massacre que ell no havia ordenat i de la que possiblement no en sabia res (va ser ordenada pel vice-almirall Sanji Iwabuchi, nominalment subordinat de Yamashita. Iwabuchi es va suïcidar després de la batalla de Manila). També s'aplicà el mateix cas de responsabilitat al cas del General Masaharu Homma, que va ser condemnat per les atrocitats comeses durant la Marxa de la Mort de Bataan, considerat responsable de les accions dels seus subordinats tot i no trobar-s'hi present (en aquells moments es trobava encapçalant les seves tropes a la conquesta de Corregidor). Els crítics de MacArthur acostumen a deplorar la "doble mesura" emprada, car no portà fins a les darreres conseqüències de concepte de "responsabilitat del comandament" al mantenir al marge a l'Emperador (a diferència dels seus generals).

### La Guerra de Corea
El 1945, com a part de la rendició del Japó, els Estats Units havien acordat amb la Unió Soviètica dividir la península de Corea al paral·lel 38, resultant en la creació de dos estats: la República de Corea (habitualment referit com a Corea del Sud, de caràcter pro-occidental, i la República Popular Democràtica de Corea (normalment citada Corea del Nord, pro-comunista i alineada amb el bloc soviètic. Després de l'atac del Nord per sorpresa el 25 de juny de 1950, s'inicià la Guerra de Corea, i el Consell de Seguretat de les Nacions Unides autoritzà a les Nacions Unides a formar una coalició militar internacional per ajudar a Corea del Sud. MacArthur, com a comandant americà al teatre, esdevingué el Comandant de les Forces de les Nacions Unides. Al setembre, després de diverses discussions amb els seus superiors, l'exèrcit de MacArthur aconseguí portar a terme un arriscat desembarcament a Inchon, molt al darrere de les línies nord-coreanes. Llançat amb un gran suport naval i aeri, va aconseguir flanquejar les tropes nord-coreanes, obligant-les a retirar-se desordenadament cap al nord. Les forces de les Nacions Unides van començar la persecució de les forces nord-coeranes, apropant-se cap al riu Yalu, frontera natural amb Xina. MacArthur afirmà: "La guerra s'ha acabat. Els xinesos no vindran... la Tercera Divisió tornarà a Fort Bening pel sopar de Nadal'".

### Dimissió
Amb les forces del nord pràcticament destruïdes, el 19 de novembre de 1950, tropes de l'Exèrcit Popular d'Alliberament (EPA) xinès travessà ràpidament el riu Yalu. El ministre d'afers exteriors xinès, Zhou Enlai, avisà via el ministre d'exteriors indi, Krishna Menon, que un avanç a través del Yalu portaria a la Xina a la guerra. L'excusa oferta pels xinesos per a la intervenció va ser el desig xinès d'assegurar les seves pròpies fronteres, al·legant que la força internacional podria amenaçar-les. Qualificant la intervenció xinesa com l'inici d'una guerra completament nova, MacArthur demanà repetidament autorització per bombardejar amb armament convencional les tropes, subministraments i avions presents a Manxúria, així com permís per fer servir l'armament nuclear contra Corea del Nord o bé sembrar amb restes radioactives la frontera entre Corea del Nord i Xina per a evitar la infiltració dels darrers. L'administració Truman temia que unes mesures com aquestes provocarien una escalada del conflicte amb Xina, forçant fins i tot la intervenció de la Unió Soviètica (aliada de la Xina), i que també disposava d'armament atòmic. Truman desitjava mantenir el conflicte en la seva forma de "guerra limitada", tement l'esclat de la Tercera Guerra Mundial. Molest per la contínua negativa a satisfer les seves demandes, MacArthur començà a realitzar declaracions a la premsa advertint d'una derrota total i imminent.
Al març de 1951, després que un contraatac de les forces de l'ONU encapçalat per Matthew Ridgway donés un nou tomb a la situació en favor dels aliats, Truman alertà a MacArthur de la seva intenció d'iniciar converses per a arribar a un alto el foc. A l'abril, el menyspreu habitual de MacArthur cap als seus superiors portà a una nova crisi. Envià una carta al representant Joe Martin (Representant per Massachusetts), on es mostrava en desacord amb la política del President Truman de limitar la guerra de Corea per evitar una guerra major amb Xina. També envià un ultimàtum a l'Exèrcit Xinès que destruí els esforços de Truman per a un alto el foc. Aquesta, juntament amb altres cartes i declaracions, van ser vistes per Truman com una violació del principi constitucional segons el qual els comandants militars estan subordinats al lideratge civil, així com una usurpació de l'autoritat presidencial per portar a terme la política exterior (MacArthur havia ignorat aquest principi de manera sistemàtica per necessitat mentre que era el Comandant Suprem al Japó). En aquells moments, MacArthur feia 11 anys que no havia estat als Estats Units,
En aquells moments, el President Truman decidí que MacArthur era un insubordinat i, fent cas del consell de la Junta de Caps d'Estat Major (que declaraven haver perdut confiança en la seva estratègia) el rellevà del comandament l'11 d'abril de 1951, enmig d'un munt de controvèrsies. Va ser succeït pel General Matthew Ridgway, i aquest pel General Mark Wayne Clark, que signà l'armistici que acabà amb la Guerra de Corea.

### Retorn als Estats Units
Després d'onze anys d'absència, MacArthur tornà als Estats Units, on va fer la seva darrera aparició pública en un discurs de comiat al Congrés dels Estats Units, interromput per trenta ovacions dels congresistes. Al seu discurs afirmà que: ''els vells soldats mai no moren, només s'esvaeixen (...) I com els vells soldats de la cançó, ara tanco la meva carrera militar i m'esvaeixo; un vell soldat que només va intentar complir el seu deure tal com Déu li va donar a entendre. Adéu".
Com a gest anticipat, el 1945, MacArthur donà la seva estimada insígnia de Castells Daurats dels Enginyers (una possessió personal) al seu cap d'enginyers, Jack Sverdrup. Després del retir de MacArthur, aquesta mateixa insígnia segueix essent lluïda pel Cap dels Enginyers de l'Exèrcit com a tradició.
Al seu retorn de Corea, després de ser rellevat per Truman, MacArthur es trobà amb una adulació popular massiva cap a la seva persona, la qual cosa va fer que es comencés a especular amb la possibilitat que es presentés a les eleccions legislatives de 1952 com a candidat del Partit Republicà dels Estats Units. No obstant això, la investigació d'un Comitè del Senat sobre la seva destitució va contribuir de manera decisiva a refredar l'ambient, i les esperances republicanes de poder comptar amb MacArthur van passar a millor vida. Aquest, a la seva autobiografia "Reminiscències", afirma repetidament que mai no va tenir aspiracions polítiques.

### De 1952 a la mort
A les eleccions primàries republicanes de 1952, MacArthur no va aparèixer com a candidat, tot i que donà el seu suport al Senador Robert Taft, d'Ohio (es va rumorejar que Taft li havia ofert la vicepresidència). Taft va perdre la nominació davant d'Eisenhower, i MacArthur restà silent durant la campanya, que guanyà Eisenhower per un estret marge. Després de les eleccions, Eisenhower consultà amb MacArthur sobre la seva opinió sobre la situació a Corea, i adoptà el seu consell d'amenaçar amb l'ús de l'armament nuclear per a aconseguir el final de la guerra, entrant en la dinàmica coneguda com a Guerra Freda.
El 1956, el senador Joseph Martin proposà formalment ascendir a MacArthur al rang de General dels Exèrcits (General de 6 Estrelles). Això causà problemes amb Eisenhower (doncs tots dos eren generals de 5 estrelles), i el tema acabà morint al Senat. MacArthur esdevingué President de la Remington Rand i passà la resta de la seva vida vivint discretament a Nova York. MacArthur i la seva esposa van viure els seus darrers anys a les Waldorf Towers (una part de l'Hotel Waldorf-Astoria), un regal personal de Conrad Hilton, propietari de l'hotel. El 26 de gener de 1960 se celebrà allà la festa del 80è aniversari del General, a la que van assistir diversos dels seus amics van quedar bocabadats per l'evident deteriorament físic del general. L'endemà ha haver de ser operat d'urgència per problemes a la pròstata.
Després de la seva recuperació, MacArthur portà a terme el darrer acte d'una llarga vida. Visità la Casa Blanca per a una reunió final amb Eisenhower. El 1961 va fer un espectacular "viatge sentimental" a les Filipines, on va ser condecorat pel President Carlos P. Garcia amb la Legió d'Honor Filipina, amb rang de Cap Comandant. També acceptà un pagament avançat de $900.000 de Henry Luce pels drets de les seves memòries, i començà a escriure el volum que es publicaria amb el títol de "Reminiscències".
El 1961, el President John F. Kennedy sol·licità el consell de MacArthur. La primera de les seves dues trobades va ser poc després de la Invasió de Bahia Cochinos. MacArthur va ser molt crític amb el Pentàgon i amb el seu consell militar a Kennedy, i també l'aconsellà d'evitar una escalada militar a Vietnam, senyalant-li problemes domèstics que haurien de tenir una prioritat molt més gran. Poc abans de morir li donà el mateix consell al nou president, Lyndon Johnson.
El 1962, West Point honorà a MacArthur amb la concessió del Premi Sylvanus Thayer, un premi pel servei destacat a la nació (l'any anterior havia estat per a Eisenhower). El discurs de MacArthur dirigit als cadets a l'acceptar el premi va ser el seu darrer gran moment públic.

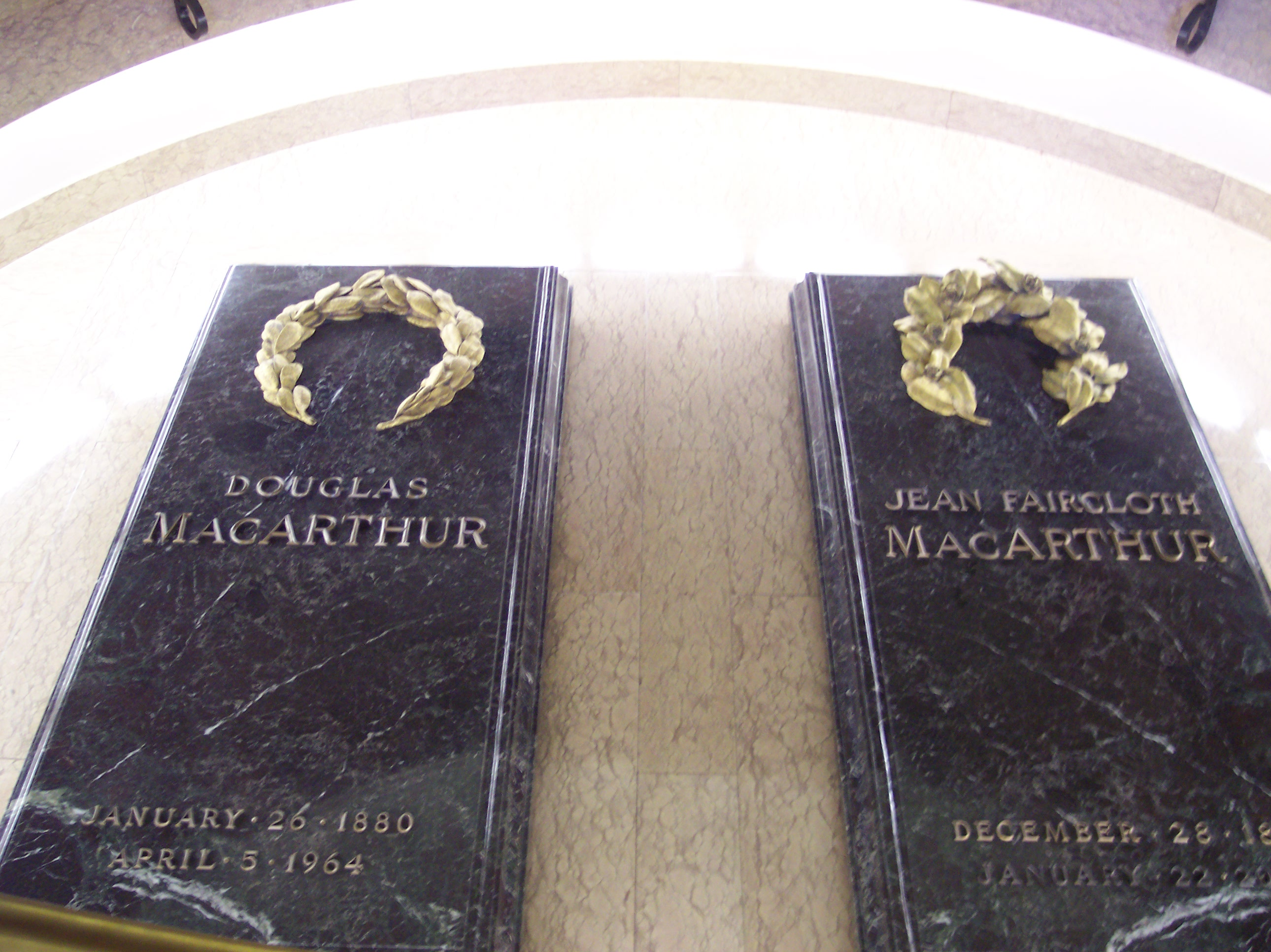
Tomba de MacArthur

MacArthur va passar els darrers anys de la seva vida acabant les seves memòries. Va morir el 5 d'abril de 1964, a causa d'una cirrosi biliar, abans de la publicació en format llibre de les seves memòries (abans havia aparegut en lliuraments a la Revista Life. Després de la seva mort, la seva esposa va continuar vivint a l'àtic del Waldorf Towers fins a la seva mort. Tots dos estan enterrats a Norfolk, Virginia.
MacArthur volia ser recordat pels seus com alguna cosa més que per ser un soldat:
| « | Per professió, sóc un soldat, i n'estic orgullós de ser-ho. Però encara estic més orgullós – infinitament més orgullós – de ser un pare. Un soldat destrueix per a poder construir; el pare només construeix, no destrueix mai. L'un té el potencial de la mort, l'altre personifica la creació i la vida. I tot i que les hordes de la mort són poderoses, els batallons de la vida encara ho són més. La meva esperança és que el meu fill, quan me n'hagi anat, em recordi no a la batalla, sinó que a casa repetint amb ell la nostra senzilla pregària diària: "Pare nostre, que esteu en el Cel... | » |

El nebot de MacArthur, Douglas MacArthur II (fill del seu germà Albert) va servir com a diplomàtic molts anys, incloent el càrrec d'Ambaixador al Japó, així com a diversos països més.

## Dates de rang
- Tinent de 2a – 11 de juny de 1903
- Tinent – 23 d'abril de 1904
- Capità – 27 de febrer de 1911
- Major – 11 de desembre de 1915
- Coronel – 5 d'agost de 1917
- Brigadier General – 26 de juny de 1918 (permanent el 20 de gener de 1920
- Major General – 17 de gener de 1925
- General – 21 de novembre de 1930 (rang temporal pel seu servei com a Cap de l'Estat Major de l'Exèrcit)
- Major General – 1 d'octubre de 1935
- Retir com a General – 31 de desembre de 1937
- Readscrit al servei actiu com a Major General – 26 de juliol de 1941
- Tinent General – 27 de gener de 1941
- General – 18 de desembre de 1941
- General de l'Exèrcit – 18 de desembre de 1944
- General de l'Exèrcit (rang permanent) – 23 de març de 1946

## Condecoracions

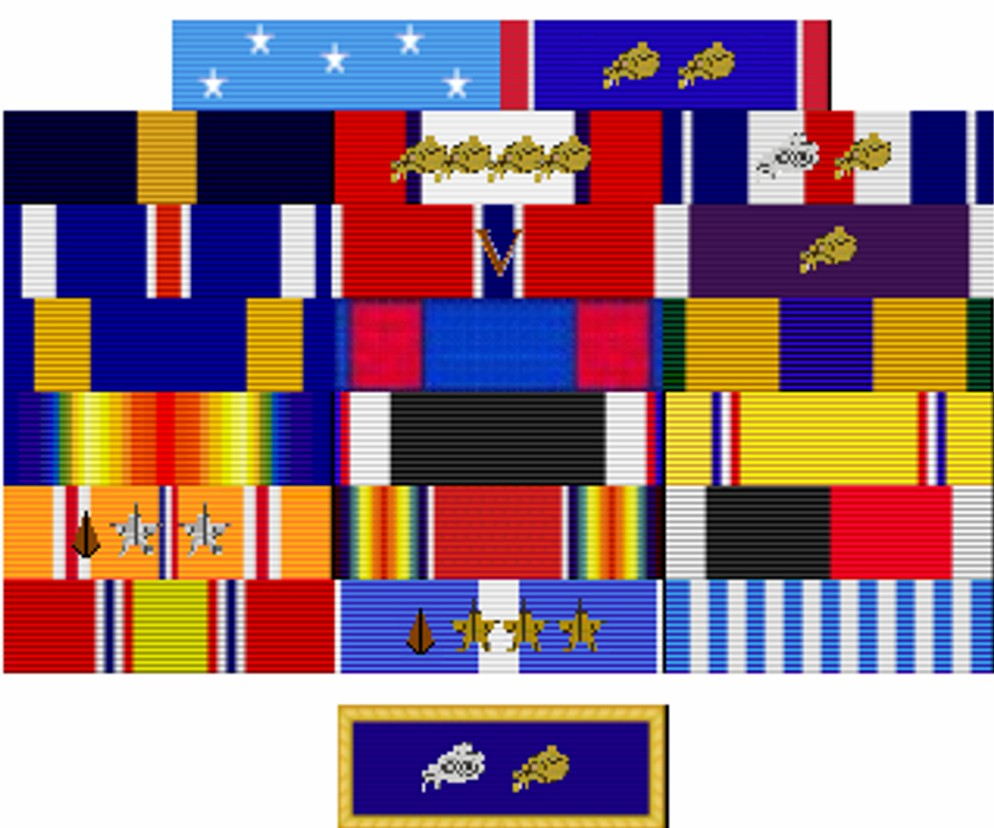
Representació de les medalles americanes de Douglas MacArthur, tal com serien avui lluïdes.

Medalla d'Honor
 Creu del Servei Distingit amb dues Fulles de Roure
 Medalla del Servei Distingit a la Marina
 Medalla del Servei Distingit a l'Exèrcit amb quatre Fulles de Roure
 Estrella de Plata amb una Fulla de Roure de Plata i una de Bronze
 Creu dels Vols Distingits
 Estrella de Bronze amb insígnia Valor
 Cor Porpra amb una Fulla de Roure
 Citació Presidencial d'Unitat
 Medalla de l'Aire
 Medalla de la Campanya de les Filipines
 Medalla del Servei a Mèxic
 Medalla de la Victòria a la I Guerra Mundial amb 5 barres de campanya (Aisne-Marne, Champagne-Marne, St. Mihiel, Meuse-Argonne i Defensive Sector)
 Medalla de l'Exèrcit d'Ocupació d'Alemanya
 Medalla del Servei de Defensa Americana amb barra "Servei a l'Exterior"
 Medalla de la Campanya Asiàtica-Pacífica amb dues estrelles de servei i una insígnia de punta de fletxa
 Medalla de la Victòria a la II Guerra Mundial
 Medalla de l'Exèrcit del Servei d'Ocupació amb barra "Japó"
 Medalla del Servei a la Defensa Nacional
 Medalla del Servei a Corea amb tres estrelles de servei i una insígnia de punta de fletxa
 Medalla de les Nacions Unides pel Servei a Corea
 Gran Creu de Cavaller de l'Orde del Bany (Regne Unit)
 Estrella del Pacífic (Regne Unit)
 Gran Crei de la Legió d'Honor (França)
 Creu de Guerra (França)
 Medalla Militar (França)
 Gran Cordó de l'Orde del Sol Naixent amb Flors de Paulònia (Japó)
 Cap Comandant de la Legió d'Honor (Filipines)
 Medalla al Valor (Filipines)
 Estrella al Servei Distingit (Filipines)
 Medalla de la Defensa amb una estrella de servei (Filipines)
 Medalla de l'Alliberament amb 4 estrelles de servei (Filipines)
 Citació Presidencial d'Unitat (Filipines)
 Medalla de la Independència (Filipines)
 Gran Creu de l'Orde de la Corona (Bèlgica)
 Creu de Guerra (Bèlgica)
 Creu Militar (Bèlgica)
 Orde del Lleó Blanc (Txecoslovàquia)
 Creu de Plata de l'orde Virtuti Militari (Polònia)
 Gran Creu de l'Orde Polònia Restituta
 Gran Creu de l'Orde d'Orange-Nassau (Països Baixos)
 Orde de l'Àliga Blanca (Iugoslàvia)
 Citació Presidencial d'Unitat (Corea del Sud)
 Medalla al Servei de Guerra (Corea del Sud) (a títol pòstum)
 Gran Creu de l'Orde del Mèrit Militar (Corea del Sud)
 Gran Creu de l'Orde Militar d'Itàlia (Itàlia)
 Creu de Guerra al Valor Militar (Itàlia)
- Gran Creu al Mèrit Militar (Cuba)

 Estrella de 1a classe de l'Orde d'Abdon Calderon (Equador)
 Gran Cordó Especial de l'Orde de Pao Ting (Xina)
 Creu de l'Honor Militar (Grècia)
 Creu del Mèrit Militar de 1a classe (Guatemala)
 Orde del Mèrit Militar (Mèxic)
 Gran Creu de l'Orde del Mèrit Militar (Hongria)
 Gran Creu de l'Orde del Mèrit Militar (Romania)
 Insígnia d'Infanteria de Combat (honorífic)
 Insígnia de Comandant d'Aviació
 Insígnia de l'Estat Major de l'Exèrcit
14 Barres de Servei a l'Estranger
 Insígnia d'Expert en Rifle i Pistola
Després de la rendició del Japó, el Congrés de les Filipines de postguerra dictà una doble resolució. A la primera li conferí la ciutadania honorària; la segona deia:

«Que en reverent apreciació del general Douglas MacArthur, perquè el seu nom sigui perpetuat, figuri per a sempre a les llistes de les companyies de l'exèrcit filipí, i a les parades, quan el seu nom sigui cridat, el suboficial hagi de contestar "Present en esperit!", i que durant tot el que li resti de vida tingui dret a una guàrdia d'honor composta per dotze homes de l'exèrcit filipí. Les monedes i els segells de correus, que seran determinats pel president, amb la reproducció de la figura del general Douglas MacArthur, portaran la inscripció: Defensor – Alliberador. »